# 節刀
節刀（せっとう、せちとう）は、日本の歴史において、天皇が出征する将軍または遣唐使の大使に持たせた、任命の印としての刀。標の太刀（しるしのたち）、標剣（しるしのつるぎ）とも。「節」は符節（割り符）のことで、使臣が印として持つ物の意。任務を終了すると、天皇に返還された。
節刀を持たされた将軍を持節将軍（じせつしょうぐん）、節刀を持たされた大使を持節大使（じせつたいし）という。持節将軍は、辺境の反乱を鎮定するために派遣される軍団の総指揮官で、鎮定する対象により、征隼人将軍、征夷大将軍、征東将軍などと呼ばれた。「朝家の御守り」として遠征将軍に授ける場合は、鎮圧の対象は朝敵とされた。

## 概要
『日本書紀』によれば、継体天皇21年（527年）に起きた磐井の乱に際して、筑紫君磐井の征討を命じられた物部麁鹿火に、継体天皇が刀を授けたことが、節刀の初めとされる。その後も、大宝元年（701年）に民部尚書と遣唐執節使に任じられた粟田真人に文武天皇が授けた例や、延暦20年（801年）に蝦夷討伐を命じられた征夷大将軍の坂上田村麻呂に桓武天皇が授けた例などがよく知られる。将軍や大使に節刀を授ける習わしは、遣唐使が廃止され、辺境の反乱が減少した平安時代末期には廃れた。
それから数百年が経過した江戸時代末期、政治的な意味を持つ儀式として、節刀下賜が注目されるようになる。文久3年（1863年）、上洛した徳川幕府14代将軍・徳川家茂に対して攘夷の実行を促すため、孝明天皇から節刀を授けることが図られた。結局、この計画は流れたが、徳川将軍の権威の低下と天皇・朝廷の権威の復活は明らかとなった。さらに、慶応4年/明治元年（1867年）には、東征大総督に任じられた有栖川宮熾仁親王が東征に際して明治天皇から錦の御旗と節刀を授けられた。
明治時代には、天皇が国の元首として統帥権（大日本帝国憲法11条）を含む統治権を総攬し憲法に依拠してこれを行使する立憲君主制（帝国憲法4条）が整い、富国強兵の国策の下、天皇の軍事的権威も高められた。制度の近代化・西欧化が進められる中で、節刀の慣習は元帥への刀剣下賜という形で残される。1904年（明治37年）の日露戦争のときには、皇太子（後の大正天皇）が連合艦隊司令長官の東郷平八郎に名刀・一文字吉房を下賜して激励した。これも節刀の一種と考えられている。

## 斧鉞
古代中国では、斧鉞を出征する将軍に兵を律し罰する処刑具として持たせていた。この斧鉞を持たせた役職を符節(節鉞、仮節鉞)という。本来処刑具を行使したり所持できるのは皇帝のみであるが、これを貸す（仮す）ことを仮節と呼んだ。
日本武尊や神功皇后の持つ鉞によって権力の移譲された記述がみられ、古代日本に制度が伝来していたようである。また日本書紀の継体天皇の項で、先の物部麁鹿火に斧鉞を与え、筑紫から西の統治権を与えた記述がある。